# シディ・ベル・アッベス県
シディ・ベル・アッベス県（アラビア語: ولاية سيدي بلعباس Sidi Bel Abbès）は、アルジェリア北西部に位置する県（ウィラーヤ）。県名は、県都のシディ・ベル・アッベスに由来する。シディ・ベル・アベス県やシディベラベス県、シディベルアベスとも表記される。
15の地区（ダイラ）と52のコミューンからなる。